# Marin Ljubičić (nogometaš, rođen 1988.)
Marin Ljubičić (Metković, 15. lipnja 1988.) hrvatski je nogometaš koji igra na poziciji veznog igrača. Trenutačno igra za ONK Metković.
Započeo je karijeru u omladinskom pogonu splitskog Hajduka, gdje je do sezone 2005./06. uspio doći do seniorske momčadi. Prvi ga je na teren poslao Luka Bonačić pred kraj te očajne klupske sezone.
Naredne ga je godine Zoran Vulić odbio slati na posudbe jer ga u budućnosti vidi kao moguću zamjenu za Darija Damjanovića. Ulazio je tek par puta pred kraj utakmice, nedovoljno da se iskaže. Jedina cijela utakmica bila mu je nacionalnom kupu kada je protiv Mladosti iz Ždralova (3:0) zabilježio pogodak i asistenciju.
Prvi nastup među prvih 11 zabilježio je protiv Međimurja (4:2) pod vodstvom Ivana Pudara, radi ozljeda većine prvotimaca. Prvijenac u prvenstvu zabio je protiv Šibenika u gostima u 91. minuti za konačan omjer 2:2. 
Sezone 2007./08. i dalje više ulazi s klupe nego kao prvotimac, a nakon dolaska Gorana Vučevića na trenerskom mjesto gubi i status rezerve te početkom rujna 2008. godine raskida ugovor i prelazi u redove Zadra.
U siječnju 2010. godine ponovno je potpisao za Hajduka, doveden je kao zamjena Skoki i Andriću. U svibnju 2010. godine osvojio je svoj prvi trofej, Hrvatski kup.
Statistika u Hajduku
| Natjecanje        | Nastupi | Zgoditci |
| ----------------- | ------- | -------- |
| Prvenstvo         | 60      | 4        |
| Kup               | 13      | 1        |
| Superkup          | 1       | 0        |
| Međunarodne       | 9       | 1        |
| Splitski podsavez | 0       | 0        |
| Ukupno            | 83      | 6        |
| Prijateljske      | 53      | 4        |
| Sveukupno         | 136     | 10       |

## Klupski uspjesi
Hajduk Split
- Hrvatski nogometni kup (1): 2009./10.

Slovan Bratislava
- Slovačko prvenstvo (2): 2018./19., 2019./20.
- Slovački nogometni kup (1): 2019./20.

## Vanjske poveznice
- Profil, Hrvatski nogometni savez
- Profil, Transfermarkt (engl.)
- Profil, Soccerway (engl.)